# Barbara Wallace (femme politique)
Pour les articles homonymes, voir Barbara Wallace et Wallace.
Barbara Brookman Wallace (24 mars 1918-12 novembre 2011) est une femme politique canadienne de la Colombie-Britannique. Elle est députée provinciale néo-démocrate de la circonscription britanno-colombienne de Cowichan-Malahat de 1975 à 1986.

## Biographie
Née à Coronation en Alberta, elle s'installe avec sa famille sur l'île de Vancouver. Elle travaille pour la Vancouver Island Power Commission et pour BC Hydro avant d'entrer en politique.
Elle meurt à Ladysmith en novembre 2011 à l'âge de 93 ans.